# Internodální segmenty

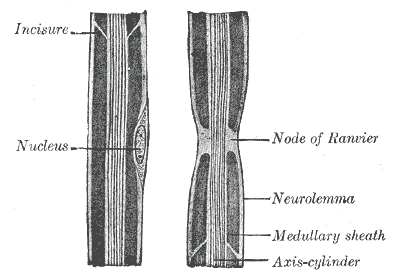
Internodální segment

Internodalní segmenty nebo internodia jsou části nervů mezi dvěma Ranvierovými zářezy. V internodiu je přerušena vrstva myelinu, ale nesvrchnější vrstva (Schwannova pochva, neurilemma) zůstává nepřerušena. 